# Laurent Pokou Stadium
Laurent Pokou Stadium – stadion piłkarski w San Pédro w Wybrzeżu Kości Słoniowej. Mecze na tym obiekcie rozgrywa klub piłkarski FC San Pédro. Stadion jest jedną z aren Pucharu Narodów Afryki 2023. Pojemność stadionu wynosi 20 000.
Pierwszym meczem na tym stadionie był wygrany przez drużynę Wybrzeża Kości Słoniowej mecz z Lesotho 1:0, 9 września 2023 roku. Bramkę dla gospodarzy, a zarazem pierwszą w historii stadionu zdobył Ibrahim Sangaré.

## Historia
Budowę stadionu rozpoczęto we wrześniu 2018 roku. Patronem stadionu został Laurent Pokou, legenda reprezentacji Wybrzeża Kości Słoniowej, zmarła w 2016 roku.

## Mecze PNA 2023
| Data             | Drużyna I                     | Wynik | Drużyna II                    | Runda      |
| ---------------- | ----------------------------- | ----- | ----------------------------- | ---------- |
| 17 stycznia 2024 | Maroko                        | -:-   | Tanzania                      | Grupa F    |
| 17 stycznia 2024 | Demokratyczna Republika Konga | -:-   | Zambia                        | Grupa F    |
| 21 stycznia 2024 | Maroko                        | -:-   | Demokratyczna Republika Konga | Grupa F    |
| 21 stycznia 2024 | Zambia                        | -:-   | Tanzania                      | Grupa F    |
| 24 stycznia 2024 | Zambia                        | -:-   | Maroko                        | Grupa F    |
| 24 stycznia 2024 | Tanzania                      | -:-   | Demokratyczna Republika Konga | Grupa F    |
| 28 stycznia 2024 | Wicemistrz grupy D            | -:-   | Wicemistrz grupy D            | 1/8 finału |
| 30 stycznia 2024 | Mistrz grupy F                | -:-   | Wicemistrz grupy E            | 1/8 finału |